# スイートモラトリアム
『スイートモラトリアム』は、たまいずみによる日本のWeb漫画作品。漫画配信アプリ『マンガボックス』で2018年10月26日から2020年2月7日まで連載された。全5巻。
2023年5月より、TBSテレビの「ドラマストリーム」枠でテレビドラマ化された。

## 登場人物
柏木 心（かしわぎ こころ）
主人公。元カノと今カノの間で揺れ動く大学生。
大森 りんご（おおもり りんご）
心の元カノ。ある日突然、心の家に転がり込む。
上条 小夜（かみじょう さよ）
心の今カノ。心のことを一途に想い続ける。

## 書誌情報
- たまいずみ 『スイートモラトリアム』 マンガボックス、全5巻（電子書籍のみ）
  1. 2019年1月25日発売[4]
  2. 2019年4月11日発売[4]
  3. 2019年8月9日発売[4]
  4. 2019年11月8日発売[4]
  5. 2020年5月11日発売[4]

## テレビドラマ
2023年5月24日（23日深夜）から7月19日（18日深夜）まで、TBSテレビの「ドラマストリーム」枠で放送された。主演は鈴鹿央士。

### キャスト

#### 主要人物
柏木心（かしわぎ こころ）
演 - 鈴鹿央士
主人公。元カノと今カノの間で揺れ動く大学生。
大森りんご（おおもり りんご）
演 - 小西桜子
心の元カノ。ある日突然、心の家に転がり込む。
上条小夜（かみじょう さよ）
演 - 田辺桃子
心の今カノ。心のことを一途に想い続ける。

#### 周辺人物
葛西繁人（かさい しげと） / しげ
演 - 中島歩
りんごの今カレ。りんごが勤める古着屋「Ange」の店長。
田中広紀（たなか ひろき）
演 - 若林時英
心の友人。心の良き理解者。

#### ゲスト

##### 第1話
一花
演 - 鮎川桃果

##### 第4話
吉崎
演 - 石野理子（第5話・第6話）
心とりんごの高校の同級生。

### スタッフ
- 原作 - たまいずみ『スイートモラトリアム』（マンガボックス）[3]
- 脚本 - 加藤綾子[3]、玉田真也[3]、頃安祐良[3]
- オープニングテーマ - おかもとえみ「sweet moratorium」（HiTPOP）[7]
- エンディングテーマ - 空白ごっこ「ファジー」（PONY CANYON）[7]
- 監督 - 玉田真也、頃安祐良[3]
- プロデューサー - 近藤紗良[3]
- スーパーバイジング・プロデューサー - 久保田修[3]
- 配信プロデューサー - 今井夏木[3]、大原拓真[3]、杉山香織[3]
- 制作プロダクション - C&Iエンタテインメント[3]
- 製作 - 『スイートモラトリアム』製作委員会[3]

### 放送日程
| 各話 | 放送日  | サブタイトル                        | 脚本              | 演出     |
| ---- | ------- | ----------------------------------- | ----------------- | -------- |
| ep.1 | 5月24日 | 元カノ襲来!禁断の三角関係はじまる   | 加藤綾子 玉田真也 | 玉田真也 |
| ep.2 | 5月31日 | 元カノとの夜、今カノの決意          | 加藤綾子 玉田真也 | 玉田真也 |
| ep.3 | 6月07日 | さよなら、りんごちゃん              | 加藤綾子 玉田真也 | 玉田真也 |
| ep.4 | 6月14日 | 僕たちの初恋、そして…               | 加藤綾子 頃安祐良 | 頃安祐良 |
| ep.5 | 6月21日 | それぞれの恋とジェラシー            | 加藤綾子 頃安祐良 | 頃安祐良 |
| ep.6 | 6月28日 | スキだから傷つけたい                | 加藤綾子 頃安祐良 | 頃安祐良 |
| ep.7 | 7月05日 | 元カノVS今カノ、ラブバトル勃発!     | 加藤綾子 玉田真也 | 玉田真也 |
| ep.8 | 7月12日 | 恋の三角関係、キケンな同居生活開幕! | 加藤綾子 玉田真也 | 玉田真也 |
| ep.9 | 7月19日 | ありがとう…一人じゃなかった         | 加藤綾子 玉田真也 | 玉田真也 |

### 放送局
| 放送期間                 | 放送時間                     | 放送局      | 対象地域   | 備考   |
| ------------------------ | ---------------------------- | ----------- | ---------- | ------ |
| 2023年5月24日 - 7月19日  | 水曜 0:58 - 1:28（火曜深夜） | TBSテレビ   | 関東広域圏 | 製作局 |
| 2023年8月11日 - 10月13日 | 金曜 1:28 - 1:58（木曜深夜） | RKB毎日放送 | 福岡県     |        |

| TBS ドラマストリーム                             | TBS ドラマストリーム                             | TBS ドラマストリーム                     |
| 前番組                                           | 番組名                                           | 次番組                                   |
| ------------------------------------------------ | ------------------------------------------------ | ---------------------------------------- |
| 私がヒモを飼うなんて （2023年3月29日 - 5月17日） | スイートモラトリアム （2023年5月24日 - 7月19日） | 埼玉のホスト （2023年7月26日 - 9月20日） |